# Línea Principal (Ohmi Railway)
La Línea Principal Ohmi Railway (近江鉄道本線 Ōmi tetsudō hon-sen?) es una línea de ferrocarril regional en la prefectura de Shiga operada por Ohmi Railway. Conecta las ciudades de Maibara y Koka. Corre en paralelo al Tōkaidō Shinkansen entre Takamiya y Gokasho.
La línea mide 47,7 km de largo, desde Maibara hasta Kibukawa. La línea conecta con la Línea Principal Tōkaidō y el Tōkaidō Shinkansen de JR Central, la Línea Principal Hokuriku y la Línea Biwako de JR West en Maibara, la Línea Kusatsu de JR West y el Ferrocarril de Shigaraki Kōgen en Kibukawa.

## Estaciones
- Los trenes locales paran en todas las estaciones.
- Servicio Rápido: ● = paran; - = pasan

| Estación            | Distancia (km) | Rápido | Conexiones | Localización | Localización        |
| ------------------- | -------------- | ------ | --- | ------------ | ------------------- |
| Maibara             | 0,0            | ●      | JR Central: Tōkaidō Shinkansen, Línea Principal Tōkaidō JR West: Línea Principal Tokaidō (Línea Biwako), Línea Principal Hokuriku | Maibara      | Prefectura de Shiga |
| Fujitec-mae         | 2,3            | ●      | | Hikone       | Prefectura de Shiga |
| Toriimoto           | 3,4            | ●      | | Hikone       | Prefectura de Shiga |
| Hikone              | 5,8            | ●      | JR West: Línea Principal Tōkaidō (Línea Biwako)                                                                                   | Hikone       | Prefectura de Shiga |
| Hikone-Serikawa     | 7,0            | -      | | Hikone       | Prefectura de Shiga |
| Hikoneguchi         | 7,8            | -      | | Hikone       | Prefectura de Shiga |
| Takamiya            | 9,9            | -      | Ohmi Railway: Línea Taga | Hikone       | Prefectura de Shiga |
| Amago               | 12,7           | -      | | Kōra         | Prefectura de Shiga |
| Toyosato            | 15,0           | -      | | Toyosato     | Prefectura de Shiga |
| Echigawa            | 17,9           | -      | | Aisho        | Prefectura de Shiga |
| Gokashō             | 20,9           | -      | | Higashiomi   | Prefectura de Shiga |
| Kawabe-no-mori      | 23,0           | -      | | Higashiomi   | Prefectura de Shiga |
| Yōkaichi            | 25,3           | ●      | Ohmi Railway: Línea Yōkaichi | Higashiomi   | Prefectura de Shiga |
| Nagatanino          | 27,5           | -      | | Higashiomi   | Prefectura de Shiga |
| Daigaku-mae         | 28,4           | -      | | Higashiomi   | Prefectura de Shiga |
| Kyocera-mae         | 29,9           | -      | | Higashiomi   | Prefectura de Shiga |
| Sakuragawa          | 31,2           | ●      | | Higashiomi   | Prefectura de Shiga |
| Asahi Ōtsuka        | 32,8           | -      | | Higashiomi   | Prefectura de Shiga |
| Asahino             | 35,2           | -      | | Higashiomi   | Prefectura de Shiga |
| Hino                | 37,8           | ●      | | Hino         | Prefectura de Shiga |
| Minakuchi Matsuo    | 42,7           | -      | | Kōka         | Prefectura de Shiga |
| Minakuchi           | 43,8           | ●      | | Kōka         | Prefectura de Shiga |
| Minakuchi Ishibashi | 44,4           | ●      | | Kōka         | Prefectura de Shiga |
| Minakuchi Jōnan     | 45,1           | ●      | | Kōka         | Prefectura de Shiga |
| Kibukawa            | 47,7           | ●      | JR West: Línea Kusatsu Shigaraki Kōgen Railway: Línea Shigaraki                                                                   | Kōka         | Prefectura de Shiga |

## Historia
- 11 de junio de 1898: Apertura de la línea entre Hikone y Echigawa vía Takamiya.
- 24 de julio de 1898: Apertura de la línea entre Echigawa y Yokaichi.
- 19 de marzo de 1899: Apertura de las Estaciones de Toyosato y Obata.
- 1 de octubre de 1900: Apertura de la línea entre Yokaichi y Hino vía Sakuragawa.
- 28 de diciembre de 1900: Apertura de la línea entre Hino y Kibukawa víaa Minakuchi. Apertura de la Estación de Asahino.
- 20 de mayo de 1901: Apertura de la Estación de Shinmachi.
- 1 de enero de 1910: Estación de Obata renombrada a Estación de Gokasho.
- 1 de junio de 1911: Apertura de la Estación de Amago.
- 16 de octubre de 1916: Apertura de la Estación de Asahi Otsuka.
- 27 de diciembre de 1916: Apertura de la Estación de Nagatanino.
- 1 de enero de 1917: Estación de Shinmachi renombrada a Estación de Hikoneguchi.
- 12 de marzo de 1925: Electrificación de la línea entre Hikone y Takamiya.
- 18 de abril de 1828: Electrificación de la línea entre Takamiya y Kibukawa.
- 15 de marzo de 1931: Apertura de la línea electrificada entre Hikone y Maibara vía Toriimoto.
- 1 de agosto de 1957: Apertura de la Estación de Minakuchi Ishibashi.
- 1 de mayo de 1987: Inicio de las operaciones de un solo hombre (OMO, One-man operation).
- 5 de abril de 1989: Apertura de las Estaciones de Minakuchi Matsuo y Minakuchi Jonan.
- 29 de marzo de 1990: Apertura de la Estación de Daigaku-mae.
- 16 de marzo de 1991: Apertura de la Estación de Kyocera-mae.
- 13 de marzo de 2004: Apertura de la Estación de Kawabe-no-mori.
- 18 de marzo de 2006: Apertura de la Estación de Fujitec-mae.
- 8 de abril de 2009: Apertura de la Estación de Hikone-Serikawa.